# Mexicanal
Mexicanal es una cadena de televisión mexicana lanzada en 2005 por Castalia Communications Corporation de Atlanta, Georgia e Innokap de México. Está dirigido a la comunidad mexicana residente en los Estados Unidos y Canadá, además de algunas ciudades del norte de México. Su oficina central se encuentra en la ciudad de San Luis Potosí, San Luis Potosí.
La programación de Mexicanal es variada y consiste en programas acerca de deportes, entretenimiento, de índole infantil, de turismo popular, y turismo, producidas por televisoras públicas, productores independientes, estaciones locales mexicanas y producciones propias.
Desde su lanzamiento, la cadena ha sido distribuida en los Estados Unidos y Canadá a través del paquete hispano de DirecTV por el canal 412 (hasta enero de 2015), actualmente en Dish Network por el canal 863. Además, Comcast ofrece el canal a través del servicio Xfinity Latino en ciudades selectas. De igual forma lo hacen AT&T y Mediacom.

## Afiliados mexicanos
| Estado o ciudad                     | Nombre del canal             |
| ----------------------------------- | ---------------------------- |
| Aguascalientes                      | VA+ TV 26.1                  |
| Chiapas                             | Canal TV 10 Chiapas          |
| Estado de México y Ciudad de México | Mexiquense TV                |
| Guanajuato                          | TVCuatro                     |
| Guerrero                            | RTG                          |
| Hidalgo                             | XHPAH-TV                     |
| Jalisco                             | Jalisco TV                   |
| Michoacán                           | SMRTV                        |
| Nuevo León                          | Canal 28                     |
| Oaxaca                              | CORTV                        |
| Puebla                              | Puebla TV                    |
| Querétaro                           | Televisión Querétaro         |
| San Luis Potosí                     | Nueve TV                     |
| Sonora                              | Telemax                      |
| Veracruz                            | TV Más                       |
| Yucatán                             | Tele Yucatán                 |
| Zacatecas                           | Canal B15 Zacatecas y SIZART |

- Datos: Q5438732